# S-200
S-200 (ryska С-200, Natonamn SA-5 Gammon) är en luftvärnsrobot för mål på hög höjd, som även tros ha viss förmåga att fungera som antiballistisk robot (ABM-förmåga). Den används fortfarande av vissa före detta medlemmar i Warszawapakten samt bland annat länder i mellanöstern.

## Varianter
- S-200A Angara
- S-200B Vega
- S-200 Vega
- S-200 Vega-M
- S-200 Vega-E
- S-200 Dubna

## Användare

### Nuvarande användare

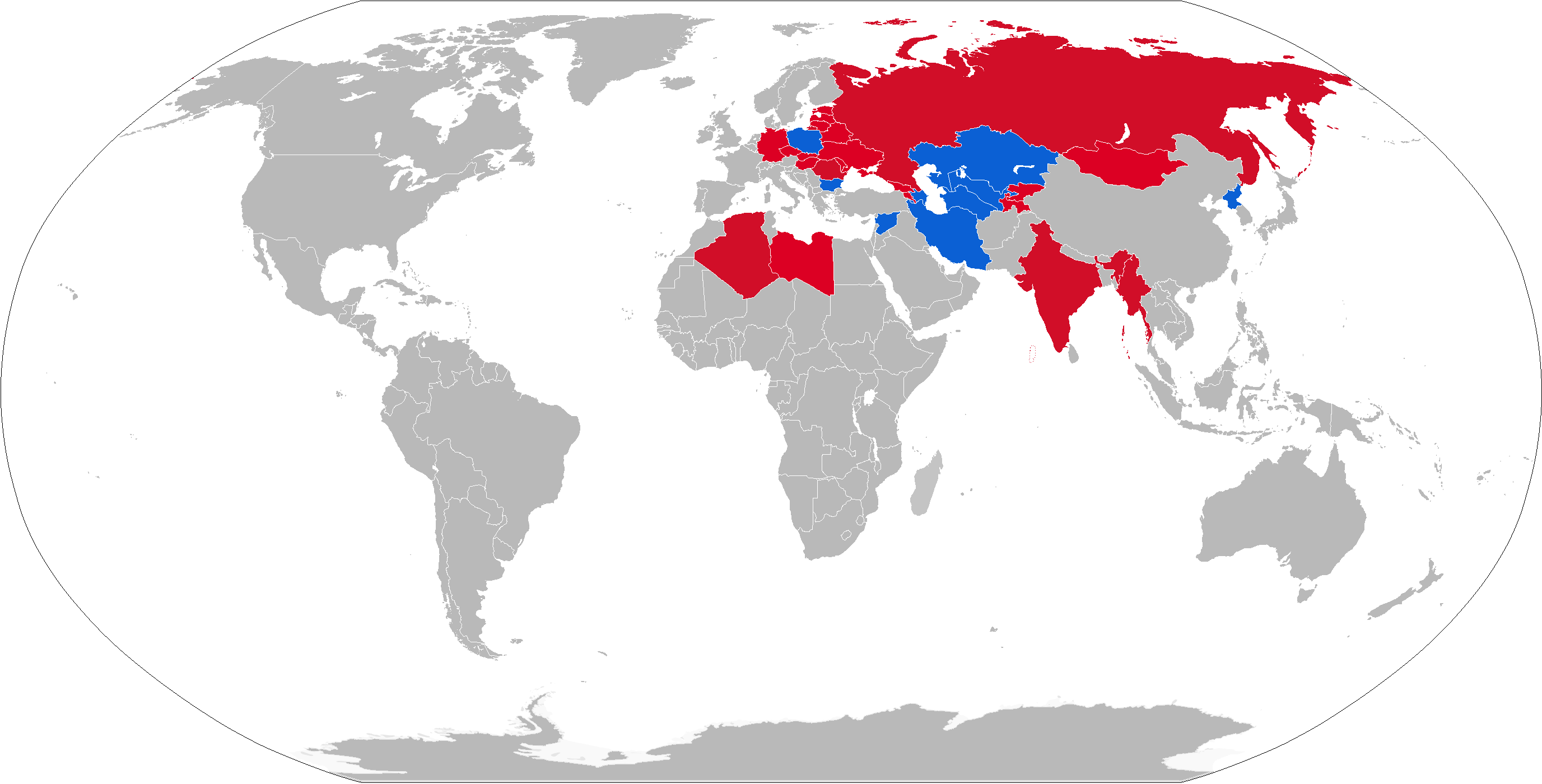
Nuvarande användare av S-200, inklusive Ryssland

- Algeriet
- Azerbajdzjan
- Bulgarien - [1]  1 bataljon.
- Georgien - [1]
- Indien - [1]
- Iran - [1] har cirka 10 eldenheter.
- Kazakstan - [1]
- Lettland
- Libyen - 8 bataljoner.[1]
- Nordkorea - 4 bataljoner.[1]
- Myanmar - 20 eldenheter från  Nordkorea
- Polen - 2 skvadroner.[1]
- Syrien - 2 bataljoner (8 eldenheter).[1]
- Turkmenistan - [1]
- Ukraina - [1] behöll ett antal installationer efter självständigheten från Sovjetunionen, endast S-200V-varianten används idag.
- Uzbekistan - [1]

### Tidigare användare
- Belarus - Ungefär 4 bataljoner.[1]
- Tjeckoslovakien - 5 bataljoner, övertogs av Tjeckien.
- Tjeckien - Ärvde alla Tjeckoslovakiska S-200 system, tagna ur tjänst sedan mitten på 1990-talet.[1]
- Östtyskland - 4 bataljoner.
- Ungern - 1 bataljon.[1]*
- Moldavien - [1] 1 Bataljon
- Ryssland - Fortsatte utfasningen och slutförde den runt 2001.[1]
- Sovjetunionen - Ursprungligen använd av Vojska PVO i det strategiska luftförsvaret. Utfasningen av systemet började under 1980-talet men han inte slutföras innan Sovjetunionens delning och kvarvarande system kom att ärvas av det nya staterna.[1]

### Status okänd
- Mongoliet

## Liknande vapen
- Bristol Bloodhound
- Nike-Ajax